# 염화 -Enka-
《염화 -Enka-》(일본어: 艶華 -Enka- 엔카 엔카[*])는 일본의 여가수 나카모리 아키나(中森明菜)의 엔카곡 중심의 커버 음반으로 2007년 6월 27일에 발매하였다. (CD: UMCK-1227, CD+DVD: UMCK-9181, 2CD: UMCK-9182/3, CT: UMTK-1001, 디지털 다운로드) 2003년 《가희3 ~종막》을 끝으로 매듭을 지은 《가희》 시리즈 대신 새로이 기획한 리메이크 음반으로 2007년 6월 27일에 통상판, 초회한정판 A, 초회한정판 B, 콤팩트 카세트, 그리고 디지털 다운로드로 5종류로 배포되었다. 앨범의 자켓은 모두 각각 따로 촬영하였는데 나카모리의 분장과 장식, 촬영에 하루 종일 소요되었다. 디스크 자켓은 나카모리가 원한 대로 앨범의 이미지와 연동되길 원하여서 ‘외국에서 바라본 이국적인 일본’이라는 컨셉트로 제작되었다. 유니버설 시그마의 매니징 디렉터 후지무라 나오(藤倉尚)는 헐리우드 영화에서 그려지는 요염하면서 퇴폐적인, 그러면서도 매력적인 일본의 이미지를 재현했다고 말했다.
이 음반의 수록곡들은 모두 인터넷 투표로 미리 설문조사를 받은 다음, 그 곡들에서 나카모리가 다시 선곡하여 녹음을 진행하였으며 그녀가 다룬 곡들의 원곡은 《나카모리 아키나 선곡 엔카집 -염화》라는 이름으로도 출시되었다.
2007년 7월 9일, 오리콘 주간 앨범 차트에서 10위를 기록하였으며 차트 톱100에 총 12주간 머물러 있었다. 나카모리는 이후 연말에 열린 제49회 일본 레코드 대상에서 기획상을 수상하기도 했다.

## 수록곡
| #            | 제목                                                                         | 작사            | 작곡              | 편곡                       | 재생 시간 |
| ------------ | ---------------------------------------------------------------------------- | --------------- | ----------------- | -------------------------- | --------- |
| 1.           | 〈〈염화 I (Instrumental)〉(艶華I (Instrumental) 엔카 원[*])〉               |                 | 센주 아키라       | 센주 아키라                | 1:28      |
| 2.           | 〈〈아마기 너머〉(天城越え 아마기고에[*])〉 (원곡: 이시카와 사유리)          | 요시오카 오사무 | 겐 테츠야         | 센주 아키라                | 4:43      |
| 3.           | 〈〈무언 고개〉(無言坂 무곤자카[*])〉 (원곡: 코자이 카오리)                  | 이치카와 무츠키 | 다마키 코지       | 토리야마 유지              | 4:29      |
| 4.           | 〈〈빙우〉(氷雨 히사메[*])〉 (원곡: 카야마 아키오, 히노 미카)                | 토마리 렌       | 토마리 렌         | 센주 아키라                | 3:49      |
| 5.           | 〈〈길동무〉(みちづれ 미치즈레[*])〉 (원곡: 마키무라 미에코)                 | 미즈키 카오루   | 엔도 미노루       | 센주 아키라                | 3:54      |
| 6.           | 〈〈월동 제비〉(越冬つばめ 엣토츠바메[*])〉 (원곡: 모리 마사코)              | 이시하라 신이치 | 시노하라 요시히코 | 나카가와 코타로            | 4:00      |
| 7.           | 〈〈염화 II (Instrumental)〉(艶華II (Instrumental) 엔카 투[*])〉             |                 | 센주 아키라       | 센주 아키라                | 1:34      |
| 8.           | 〈〈슬픈 술〉(悲しい酒 카나시사케[*])〉 (원곡: 키타미 사와준, 미소라 히바리) | 이시모토 미유키 | 코가 마사오       | 토리야마 유지              | 4:50      |
| 9.           | 〈〈뱃노래〉(舟唄 후나우타[*])〉 (원곡: 야시로 아키)                         | 아쿠 유         | 하마 케이스케     | 센주 아키라                | 3:58      |
| 10.          | 〈〈이시카리 반카〉(石狩挽歌〉 (원곡: 키타하라 미레이)                       | 나카니시 레이   | 하마 케이스케     | 센주 아키라, 토리야마 유지 | 4:03      |
| 11.          | 〈〈야기리의 나룻배〉(矢切の渡し 야기리노와타시[*])〉 (원곡: 치아키 나오미)  | 이시모토 미유키 | 후나무라 토오루   | 센주 아키라                | 3:36      |
| 12.          | 〈〈밤벚꽃 오시치〉(夜桜お七 요자쿠라 오시치[*])〉 (원곡: 사카모토 후유미)   | 하야시 아마리   | 미키 타카시       | 쿠리야마 카즈키            | 5:36      |
| 13.          | 〈〈염화 III (Instrumental)〉(艶華III (Instrumental) 엔카 쓰리[*])〉         |                 | 센주 아키라       | 센주 아키라                | 1:55      |
| 총 재생 시간 | 총 재생 시간                                                                 | 총 재생 시간    | 총 재생 시간      | 총 재생 시간               | 47:55     |